# Martin Rückbrodt
Martin Rückbrodt (23 de mayo de 1986) es un deportista alemán que compitió en remo. Ganó dos medallas de plata en el Campeonato Mundial de Remo, en los años 2006 y 2007.

## Palmarés internacional
| Campeonato Mundial | Campeonato Mundial | Campeonato Mundial | Campeonato Mundial      |
| Año                | Lugar              | Medalla            | Prueba                  |
| ------------------ | ------------------ | ------------------ | ----------------------- |
| 2006               | Eton (Reino Unido) | Medalla de plata   | Cuatro scull ligero     |
| 2007               | Múnich (Alemania)  | Medalla de plata   | Ocho con timonel ligero |